# Alexandra Leclère
Alexandra Leclère (...) è una regista, sceneggiatrice e dialoghista francese.

## Biografia
Cresciuta con la madre nella città di Rennes, si trasferisce a Parigi all'età di diciotto anni.
Inizia la propria carriera nel 2002 suoi primi passi con Bouche à bouche, cortometraggio che racconta la riunione a Parigi di due sorelle, una delle quali arriva per annunciare una notizia di grande importanza per l'altra.
Nel 2004 realizza il suo primo lungometraggio Les Soeurs fâchée, con protagoniste Isabelle Huppert e Catherine Frotnei nel ruolo di sorelle.
Nel 2007 dirige Le Prix à payer, il cui tema principale è il difficile rapporto tra due coniugi. Il cast del film è formato da Nathalie Baye, Christian Clavier, Gérard Lanvin e Géraldine Pailhas.
Nel 2012 dirige Maman, un lungometraggio che narra la presa in ostaggio di una madre dalle sue due figlie. Troviamo in questo film il trio Mathilde Seigner, Marina Foïs e Josiane Balasko che interpretano rispettivamente i ruoli delle due sorelle e della madre.
Nel 2015 dirige Benvenuti ... ma non troppo e nel 2017 realizza Un marito a metà

## Filmografia

### Lungometraggi
- Les Sœurs fâchées (2002)
- Le Prix à payer (2007)
- Maman (2012)
- Benvenuti... ma non troppo (Le Grande Partage) (2015)
- Un marito a metà (Garde alternée) (2017)
- Mes très chers enfants (2021)

### Cortometraggi
- Bouche à bouche (2002)